# چن چیوکی
چن چیوکی (انگلیسی: Chen Qiuqi؛ زادهٔ ۴ ژوئیه ۱۹۸۰) ورزشکار هاکی روی چمن اهل چین است.
وی در مسابقات کشوری و بین‌المللی در مجموع برندهٔ ۱ مدال طلا، ۲ مدال نقره شده است.